# Aruküla (Hiiumaa)
Koordinaten: 58° 52′ N, 23° 0′ O
Aruküla (deutsch Arroküll) ist ein Dorf (estnisch küla) in der Landgemeinde Hiiumaa (bis 2017: Landgemeinde Pühalepa). Es liegt auf der zweitgrößten estnischen Insel Hiiumaa (deutsch Dagö).
Die Ortschaft liegt 22 Kilometer südöstlich der Inselhauptstadt Kärdla (Kertel).
Aruküla hat 19 Einwohner (Stand 31. Dezember 2011).